# James D. Porter

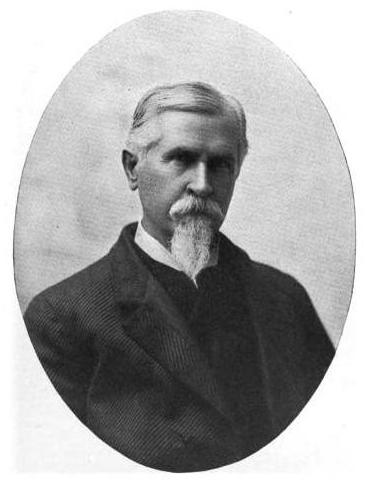
James D. Porter.

James Davis Porter, född 7 december 1828 i Paris, Tennessee, död 18 maj 1912 i Paris, Tennessee, var en amerikansk demokratisk politiker och diplomat. Han var guvernör i delstaten Tennessee 1875-1879 och USA:s ambassadör i Chile 1893–1894.
Porter avlade 1846 sin grundexamen vid University of Nashville. Han studerade sedan juridik i Paris, Tennessee och gifte sig 1851 med Susan Dunlap. Paret fick fyra barn.
Porter deltog i amerikanska inbördeskriget och befordrades till överstelöjtnant i sydstatsarmén. Efter kriget återvände han till arbetet som advokat och valdes 1869 till talman i delstatens senat. Han blev 1870 domare och besegrade republikanen Horace Maynard i 1874 års guvernörsval i Tennessee. Han omvaldes två år senare.
Porter tjänstgjorde som biträdande utrikesminister under USA:s president Grover Cleveland 1885–1887. När Cleveland 1893 andra gången tillträdde som president, fick Porter befattningen som envoyé i Chile. Han återvände följande år till USA.
Porters grav finns på Paris City Cemetery i Paris, Tennessee.